# Giancarlo Bigazzi
Giancarlo Bigazzi, född 5 september 1940 i Florens, Italien, död 19 januari 2012 i Camaiore i Italien, var en italiensk musikproducent och kompositör.
Bigazzi var främst verksam under 1970- och 1980-talet. Bland hans mest kända verk finns låten Self Control som både framförts av Raf och Laura Branigan. Även låten Gloria tillhör hans kända verk. Han har även skrivit låten Gente di mare som var Italiens bidrag i Eurovision Song Contest 1987.